# Néa Kallikrátia
Néa Kallikrátia, en grec moderne : Νέα Καλλικράτεια, est un village du dème de Néa Propontída, district régional de Chalcidique, en Macédoine-Centrale, Grèce.
Selon le recensement de 2011, la population du village s'élève à 7 238 habitants.